# Si Fausto fuera Faustina
Si Fausto fuera Faustina es una revista musical, con libreto de  José Luis Sáenz de Heredia y Federico Vázquez Ochandiano y música de Fernando Moraleda Bellver y Juan Quintero Muñoz, estrenada en el Teatro Eslva de Madrid el 13 de noviembre de 1942. Vagamente inspirada en la novela de Johann Wolfgang von Goethe Faust.

## Argumento
Una vieja y fea hechicera se lamenta con amargura de sus desgracias y su soledad, pues ni su propio gato la aprecia. Es en ese momento cuando se presenta un demonio que le promete otorgarle juventud y belleza, a cambio de su propia alma. 

## Representaciones destacadas
- Teatro:
  - 1942 (Estreno). Intérpretes: Celia Gámez, Eloísa Muro, Maruja Boldoba, Pepita Arroyo, Alfonso Godá, Miguel Arteaga, Miguel Gómez, José Palomera, Blanquita Suárez, Charito Moren.

Este montaje se mantuvo hasta el 7 de marzo de 1943, con un total de 227 funciones, transfiriéndose seguidamente al Teatro Tívoli (Barcelona).
- Cine[3]
  - Faustina (1957). Dirección: José Luis Sáenz de Heredia. Intérpretes: María Félix, Fernando Fernán Gómez, Fernando Rey, Elisa Montés, José Isbert, Tony Leblanc, Tomás Blanco, Xan das Bolas, Guillermo Marín, Matilde Muñoz Sampedro, Rafael Bardem, Conrado San Martín.

- Televisión:
  - Sábado 65, TVE, (6 de marzo de 1965). Intérpretes: Licia Calderón, Irán Eory, Alfonso del Real, Valeriano Andrés, Mary Paz Pondal, Joaquín Pamplona, Fernando Sánchez Polack.

- - La Revista, TVE (30 de noviembre de 1995). Intérpretes: Bárbara Rey, Alberto Closas Jr, Silvia Gambino, Fernando Conde, Pepe Ruiz, María Mendiola.